# 甲州伊沢暁
「甲州伊沢暁」（こうしゅういさわのあかつき）は、葛飾北斎の名所浮世絵揃物『富嶽三十六景』全46図中の1図。
江戸時代後期の浮世絵師葛飾北斎による富士山を描いた富士図の連作で、天保2年（1831年）から天保4年（1833年）頃にかけて刊行された。全36図、追加10図のうち甲斐国の裏富士を描いた図は6図あり、「甲州伊沢暁」では甲州街道の宿場である石和宿（笛吹市石和町）から望んだ富士を描いている。
ほのぼのと明るくなった早朝の風景で、遠くに見える富士は闇をまとっている。宿内には出立する人馬の様子が描かれている。
位置関係から石和宿北方の大蔵経寺山からの眺望であると考えられており、画面右下に大蔵経寺山が見え、手前に甲州街道と石和宿、奥に鵜飼川（笛吹川）と鎌倉往還の板橋が見える。画面右端の続きには北斎も帰依していたと考えられている日蓮宗の寺院である遠妙寺（笛吹市石和町市部）が所在しているが、画面には描かれていない。
実際に石和宿からは御坂山地に遮られて富士を望むことはできないが古くから名所として知られ、石和宿は明和4年（1767年）の河村岷雪『百富士』においても描かれている。